# Dig Up Her Bones
Dig Up Her Bones è l'unico singolo della band Misfits ad essere stato estratto dall'album American Psycho, pubblicato nel 1997.

## Tracce
1. Dig Up Her Bones – 3:00
2. Hate the Living, Love the Dead – 1:37

## Formazione
- Jerry Only - basso
- Doyle Wolfgang von Frankenstein - chitarra
- Michale Graves - voce
- Dr. Chud - batteria